# Десантные лихтеры типа X
Десантные лихтеры типа X (англ. X-Lighters) — британские самоходные десантные лихтеры времён Первой мировой войны, разработанные специально для Дарданнельской операции 1915 года. Первые в мире десантные корабли-лихтеры.

## История создания
В феврале 1915 года Первый морской лорд Джон Фишер пригласил к себе морского инженера Уолтера Поллока (англ. Walter Pollock), работавшего в фирме «Джеймс Поллок и сыновья», и от лица Адмиралтейства предложил ему разработать и проследить за постройкой двух сотен самоходных высадочных средств, потребных для высадки на Галлипольский полуостров. Поллок согласился и уже через четыре дня после обсуждения требований чертежи были готовы. Прототипом для корпуса послужили баржи, ходившие по Темзе.
Построено 200 кораблей водоизмещением 160 длинных тонн (назывались начиная с X-1 и до X-200). Позже, в 1916 году, для действий в Месопотамии построено ещё 50 лихтеров:
- X-201 — X-225 (137 тонн)[2];
- близкие по типу DX-1 — DX-25[2].

## Импровизированный минный заградитель
Лихтер X-149 был оборудован в качестве минного заградителя, базировался на Ширнесс, откуда выходил на минные постановки в районе Гельголанда, действуя совместно с торпедными (англ. CMB) и сторожевыми катерами (англ. ML). Находился в составе флота до 1939 года, дальнейшая судьба неизвестна.